# 3-й окремий мотопіхотний батальйон «Воля»
3-й окремий мотопіхотний батальйон (3 ОМПБ, в/ч А3414, пп В0111) — формування у складі Збройних сил України, створене як 3-й батальйон територіальної оборони «Воля» з мешканців Львівської області надалі 3 ОМПБ у складі 24 ОМБр.

## Створення
Про створення добровольчого батальйону на території Львівської області вперше повідомив 18 березня військовий комісар Львівської області, полковник Володимир Щур (позивний Миша). 8 травня 2014 року голова ЛОДА видав розпорядження про організацію роботи з добровільного залучення громадян до вступу на військову службу за контрактом до 3-го батальйону територіальної оборони. Офіційною датою створення батальйону є 30 травня 2014 року.

Олександр Поронюк, керівник Західного регіонального медіа-центру Міноборони України, дав пояснення, чому батальйон отримав саме третій номер:
З обласного бюджету виділили 1 млн гривень. Через бюрократичні перепони на початок серпня освоїли лише 50 % з цих коштів.
Першим командиром 3-го БТрО став призначений 15 травня на цю посаду підполковник запасу Андрій Кушнір. 2 жовтня новим комбатом було призначено майора Андрія Ляховича. До цього, він служив заступником командира батальйону.

## Склад
До складу Львівського батальйону територіальної оборони у травні ввійшли 423 вояки. Після проведення третьої черги мобілізації батальйон доукомплектували ще 203 вояками. З усіма були укладено контракти на три роки. Серед бійців — представники різних верств суспільства. Іван Троцько у мирному житті працював на шахті у Червонограді. За його словами:
 У минулому, за його плечима — служба в аеромобільно-десантних військах, миротворчі місії. Після Революції гідності стрілець 1-ї роти рядовий Троцько готовий боронити територіальну єдність України. Усього, до батальйону приєдналися 13 червоноградських шахтарів, для яких їхні товариші по шахті придбали всю необхідну захисну амуніцію: бронежилети, шоломи, тактичні окуляри тощо.
Першочерговими завданнями батальйону були визначені: — охорона та оборона важливих об'єктів інфраструктури Львівщини, шляхів автомобільного та залізничного сполучення, підсилення охорони визначених ділянок кордону України, боротьба з диверсантами, іншими ворожими озброєними угрупуваннями, забезпечення умов для оперативного розгортання військ у випадку потреби тощо.

## Озброєння
При формуванні особовий склад батальйону одержав легку стрілецьку зброю: автомати та ручні кулемети. У зоні АТО солдати отримали важкі кулемети та автоматичні гранатомети. Характер бойових дій у секторі «А» змусив вояків 3-го БТрО звернутися у вересні до командування із вимогою доукомплектування батальйону важким озброєнням та бронетехнікою.

## Діяльність
Упродовж травня-червня солдати батальйону пройшли випробування на стійкість та витривалість під час військового вишколу та бойового злагодження на Яворівському військовому полігоні. За словами підполковника Кушніра, програму навчання особовий склад батальйону перевиконав удвічі:
У ніч на 4 липня сто бійців батальйону вирушили зі Львова на схід України. Заступник голови Львівської обласної державної адміністрації Йосиф Ситник закликав солдатів «продовжити славні традиції своїх предків — козаків та бандерівців». Захисну амуніцію для бійців доставили лише у день виїзду. Солдати розповіли журналістам, що частину амуніції їм довелося купувати за власні кошти.
9 липня 2014 року, 3-й батальйон територіальної оборони вже виконував бойові завдання у зоні АТО на Луганщині. Особовий склад розпочав бойове чергування на шести блокпостах, як поблизу Луганська, так i в 6—8 км від кордону з Росією.
4 вересня до зони АТО поїхало ще 100 вояків батальйону. Бронежилети i каски нового зразку їм пообіцяли надати по прибуттю на місце дислокації.
5 вересня під селом Шишкове терористами було полонено військовиків 3-го БТРо Павла Калиновського, Петрака Олега Михайловича, Кузьмина Михайла Степановича та Литвина Мирослава Богдановича. Розстріляні Дмитро Власенко й Андрій Малашняк.
24 вересня 2014 року місцевий сайт опублікував звістку, що п'ятеро бійців 3-го БТрО у вересні потрапили до полону.

## Проблеми з ротацією 2014 р.
1 жовтня голова Львівської ОДА Юрій Турянський зустрівся із сім'ями солдат Львівського батальйону територіальної оборони, які прийшли до нього з вимогою провести ротацію військовослужбовців. Турянський написав листа до Міністерства оборони України. Генштаб Збройних сил України повідомив, що ротацію планується провести до кінця листопада.
15 жовтня обурені родичі бійців 3-го батальйону територіальної оборони перекрили вулицю у центральній частині міста, протестуючи проти затримки з ротацією. У ході акції протесту водій легкового автомобіля збив декілька активістів. Відбулася бійка.
25 листопада Юрій Турянський уточнив, що ротація 3-го БТрО пройде до 3 грудня.

## Переформатування
У листопаді 2014 року 3-й батальйон територіальної оборони Львівщини переформатували в 3-й окремий мотопіхотний батальйон 24-ї окремої механізованої бригади; про це повідомив Юрій Турянський на зустрічі з представниками громади.

## Командування
- підполковник Андрій Кушнір (до вересня 2014)[23]
- майор Андрій Ляхович (з жовтня 2014)[24][25]

## Символіка
Знак батальйону старого зразка апелює до історичного герба Руського королівства та Львівської землі. Його головною фігурою є зображення голови лева, що обернена у фас.

## Втрати
- Малашняк Андрій Володимирович, солдат, гранатометник, загинув 5 вересня 2014 року.
- Кіт Дмитро Дмитрович, старший сержант, водій, загинув 15 жовтня 2014 року.
- Кругліков Юрій Олександрович, майор, загинув 2 листопада 2014 року.
- Паньо Ігор Іванович, молодший лейтенант, командир взводу, загинув 25 листопада 2014 року.
- Сорочинський Анатолій Ярославович, солдат, 22 червня 2019[27].
- старшина Бардалим Олександр Володимирович, 19 липня 2019,
- солдат Джерелейко Роман Васильович, 19 липня 2019, бої за Мар'їнку[28]